# Commerce (Missouri)
Commerce è un villaggio degli Stati Uniti d'America, situato nello Stato del Missouri, nella contea di Scott.